# DALK
『DALK』（ダルク）はアリスソフトから1992年12月15日に発売されたアダルトゲーム。現在は生産終了している。1997年12月19日に発売されたALICEの館4・5・6では移植版が収録されたが、こちらも現在は生産終了している。2005年2月4日に配布フリー宣言がされた。
アリスソフトの作品としては珍しくかなり既存のファンタジーを意識した設定がなされている（既存のファンタジーを嫌うTADAが世界観やシナリオには関らなかった）。裏面が1000面まで存在することで話題になったがFM TOWNS版以降100面に縮小された。前史的な意味合いで『DALK外伝』が存在する。ゲームシステム的は後のSPRGラインの原型である。
初期の版にはバグが多く、修正差分が多数リリースされた。またジョイパッドを前提とした操作性であるため、キーボードでの操作には多少の支障があった。
一方で熱狂的なファンがついたことによりヒントディスクにファンによるショートストーリーが掲載されたり、独自のシステム拡張が行われるなどの活動が行われた。
同ブランドの前作であるSuper D.P.S.と並び、アダルトゲーム業界でも最初期の256色対応ソフトの1つである。一部のイベントCGで256色が使われているが、PC-9800シリーズ版では一部のハードウェア環境でのみ256色となる。16色ハードウェア時は単なる減色処理ではなく、それぞれの色数でグラフィッカーが塗りなおした別のCGデータが用意されている。

## システム
本作は、一般的なシミュレーションロールプレイングゲームで、マップはヘクスではなくスクエアで構成されている。戦闘の舞台は地下迷宮。各キャラクターはレベルアップを行うことで、クラスチェンジが可能。平均的な戦士であるファイター系、移動力が低いが高い防御力を誇るナイト系、遠距離攻撃が可能なアーチャー系、命中率やクリティカルヒットなどに優れる拳法使い系、魔法を使用できるマジックユーザー系、移動力の高いシーフ系、「復歌」という特殊コマンドの使える吟遊詩人系、のうちから、任意の系統を選べる。レベルが高まれば、さらに強力なクラスを選ぶことも可能。なお、主人公のセイルは修行僧の身であり、ほかのキャラクターとは異なる、専用のクラス系統を持っている。

## あらすじ
マーティスとミラの二柱の恋愛神に守られた恵み多いトラム山麓の街、ショートラム。人々はこの街で平穏な日々を過ごしていた。
だがある日、女神ミラがトラム山に世界中からモンスターを転送し、男神マーティスは攻撃を仕掛けられ、なす術なく封印された。
この街を偶然訪れた修行僧セイルは、教会で壺に封印されたマーティスを見つけ、自由にしようとするが、完全に解くことはできなかった。そのため、ミラの本拠地トラム山に乗り込んでの「ウーギの封印」の解封を約束する。その時渡されたのが黄金の杖「ゴッドバイヴ」。この作用でモンスターを直接攻撃できないセイルは、ともに闘う有志を募り、14人の少女たちが集まる。

## 登場人物

### メインキャラクター
いわゆるパーティメンバー。セイルのみ固定メンバーで、それ以外のメンバーは宿で最大7人まで自由に入れ替えできる。すなわち最大8人パーティの構成となる。
セイル
本作の主人公。神官を目指す修行僧。年齢は19歳。身長170cm、体重61kg。
封印された恋愛神マーティスを開放し同じ恋愛神のミラを封印するために14人の女の子たちと冒険に出ることになる。
マーティスから貰ったゴッドバイヴ（正式名称は「黄金（こがね）の杖」）の影響で女の子たちから急に慕われるようになる一方、同性に対しては無力になり嫌われるようになる。修行僧らしく真面目で勤勉な性格で、ゴッドバイヴをもらうまではまったく女性経験がなかった。
戦闘での役割はほぼ回復のみであって、直接的な経験値を得る手段がない。しかしゴッドバイヴの機能により、戦闘終了後の宿での待機時において、戦闘に参加したヒロインと性交をすることによって経験値を分けてもらえるというシステムになっている。
シグルーン
身長：162cm / 体重：45kg
元傭兵。
真面目で物静か。少し考え方がかたい、委員長タイプの女の子。己を鍛えるために傭兵をしていた。リュートを弾くのが趣味で、10年近く前に初恋の相手から貰ったリュートを大事にしている。その腕前は吟遊詩人並。曲を作っているときの集中力は凄まじく、セイルに頬をなめられて初めて気がつくほど。彼女はリュートを「心の形見」と呼び、大切にしている。将来は故郷の王室直属の近衛兵になりたいと思っている。
シルヴィア
身長：167cm / 体重：50kg
考古学者。
落ち着いた大人の女性。所謂、お姉さまタイプ。どんな状況でも冷静で的確な判断をする頭脳派。だがあまりにも冷静なため、その場にそぐわないボケた発言をすることも。45歳の考古学者エドワーズと不倫をしている。セイルのことは「セイル君」と呼ぶ。
ティロル
身長：154cm / 体重：45kg
元サーカスの団員。一人称は「ティル」。
幼少時にライオンの檻の前で捨てられていたところをサーカス団に引き取られ、ライオン使いをしていたが、サーカス団から抜け出し一人旅をしていた。
性格は明るく元気で、クウとファローラとよく一緒に遊んでいる。
チョルラ
身長：169cm / 体重：51kg
元踊り子で盗賊の仲間等もやっていた。
パーティの中で最年長で明るく陽気な性格。お酒が大好きで昼間から飲んでいる。上述のゴッドバイヴによる経験値システムの都合により、女の子とたくさんのHをこなさなければならなくなったセイルの筆おろしの相手となる。好き者で、セイルやクウに色々教えようとしている。また、パーティの仲間をからかって狼狽させることが趣味で、特にルーをターゲットにしている。セイルのことは「吾主（わぬし）」と呼ぶ。
ジーマ
身長：157cm / 体重：48kg
ギルドのボスの一人娘。一人称は「ぼく」。
縁談を持ってくる父親と喧嘩をし家出中でリムリアの宿屋に長期滞在している。イーゴ（囲碁）が趣味で魔法で知能が備わったぬいぐるみのデ・ダナンとよく勝負している。父親の影響で、経済戦略について興味を持つ一面もある。
後年「RanceQuest」に王女ジーマ・バカスコというパラレル設定でゲスト出演もしている。
アリーヌ
身長：156cm / 体重：47kg
町娘。一人称は「わたくし」。
両親が事故で死に、残った兄弟のために酒場で働いていた。極度の方向オンチ。趣味は料理で一流の腕前。ジーマと仲がいい。セイルのことは「セイルさま」と呼ぶ。
ミコ
身長：155cm / 体重：40kg
町娘。
正式には「弥呼」と書く。物静かな性格で、神秘的な雰囲気をまとっている。幼少の頃は病弱だったため家からあまり出たことがなく、人と会話することに慣れていない。動物や植物と心を通わすことができる。男性恐怖症だがセイルのことを心から慕う。両親は神官になるための修行の旅に出ている。虚弱体質なこともあり、医学には割と詳しい。また、祖母がいることが本人の口から語られる。
ルー
身長：210cm / 体重：不明（本人が「聞くな」と言っているため）
賞金稼ぎや傭兵などをしていた、ベルセルク。
豪快でさっぱりした性格で自由奔放。戦闘経験豊富で10歳の頃からモンスターと戦っていた。その際に左目を負傷し、眼帯を使用している。一方で、14歳の頃に受けた初恋の男性からの「言葉の暴力」が原因で、恋愛に対して臆病になっている。女の子らしい一面もある。
エリスン
身長：157cm / 体重：44kg
街はずれの牧場の娘。因みに、祖父母、両親、姉1人、弟3人、妹4人に家畜数知れずという大家族。
読書好きで色んなジャンルの本を読んでいるが、本を買うのに借金をしているため、セイルが出した求人を見て共に冒険することになった。生後半年で言葉を話し、1歳のことから読書ができたため、神童と言われていた。将来は偉い人になることが目標。運動オンチ。
ファローラ
身長：142cm / 体重：35kg
獣人族（ライオン族）の少女。
運動能力が優れ、動きが素早い。だが逆に落ち着きがなく、じっとしていられないタイプ。ネズミなどの小動物を追いかける癖がある。本来獣人族は人と関わる種族ではないものの、人間との関係を変えたいと考えた族長の命令を受け、観光目的もかねて町に来た。カタコトで喋る。
アルピナ
身長：172cm / 体重：56kg
ヨルガの修行僧。
師匠の命で修行の途中で下山してきた。頭が悪いが、これは修行で得た力を制御するためのイヤリングの副作用によって知力が抑えられているためであり、本当は真面目で賢い。字が読めないためエリスンに教えてもらっている。セイルのことは「ご主人さま」と呼ぶ。
クウ
身長：151cm / 体重：42kg
田舎の村の村長の娘。一人称は「クウちゃん」。
故郷の村を訪れたルーに着いてくる形で街に来た。何故か神に愛されている。難しい言葉を理解することが苦手。理想のタイプは、バック転のできる男の子。好物は、甘い木の実。
リムリア
身長：154cm / 体重：41kg
宿屋の一人娘。
父親と二人暮らしで二人で宿屋を切り盛りしている。その父親の再婚話に悩むこともある。
趣味はお茶のブレンドの研究と家事。パーティーのメンバーの情報などを聞くこともできる。
リンス
身長：153cm / 体重：39kg
歌手。一人称は「リンスちゃん」。
彼女が歌を歌うと周りの人々が明るく元気になる。みんなのアイドル。ちょっと泣き虫な面もある。
趣味はぬいぐるみ集めでランスのぬいぐるみが一番のお気に入り。
仲良くなってくると、歌でセイルに気持ちを告白する可愛らしいところもある。

### サブキャラクター
恋愛神マーティス（れんあいしんマーティス）
男女の恋愛を司る神で女性の感情を管理を行う一方、男性には完全に無力。ミラを怒らせて封印されていた所をセイルに封印の一部を解いて貰い、封印を完全に解いて欲しいとセイルに依頼する。女性が好きでセイルに女性の悦ばし方など色々と教えてくれる。
ゲームシステム上は教会で待機しており、必要に応じて仲間の蘇生やクラスチェンジを担当する。
恋愛多体神ミラ（れんあいたたいしんミラ）
男女の恋愛を司る神で男性の感情を管理を行う一方、女性には完全に無力。ある事件がきっかけでマーティスを封印し、以下の分身体に封印を守らせていた。
女神アスター（めがみアスター）
恋愛多体神ミラの分身。何も生み出さない争いが嫌い。
女神ライラック（めがみライラック）
恋愛多体神ミラの分身。わがままな性格。
女神アカシア（めがみアカシア）
恋愛多体神ミラの分身。少女たちを鏡の中に閉じ込めていた。
女神マルベリー（めがみマルベリー）
恋愛多体神ミラの分身。陽気な性格。
女神ジキタリス（めがみジキタリス）
恋愛多体神ミラの分身。落ち着いた大人の女性。
女神ナデシコ（めがみナデシコ）
恋愛多体神ミラの分身。残虐非道かつ、わがままで子供っぽい。

DALK神（ダルクしん）
DALKへのクラスチェンジの条件を満たした者の前に姿を現す女神。
オードリィ
盗賊団ウラノスのお頭。男勝りで自分勝手な性格。エリスンの姉で、妹思いで思い込みが激しい。恥かしい格好で鞭を振り回している。
ウィステリア
エルフの街の女王。ダークエルフに捕まり尋問されていた。

## スタッフ
- ストーリー・世界観設定:ぷりん
- シナリオ:とり、イマーム
- キャラクター原画:YUKIMI、むつみまさと
- サブ原画:栗林
- 音楽:雷丸